# Arnold (Berge)
Arnold († 1166) war Geschichtsschreiber (möglicherweise der Annalista Saxo) und Abt der Klöster Berge und Nienburg.
Arnold stammte aus der Diözese Halberstadt. 1119 wurde er Abt des Johannesklosters Berge bei Magdeburg. Ferner wurde er 1134 Abt des Reichsklosters Nienburg an der Saale (in Sachsen-Anhalt). Nach dem Muster von Adam von Bremen erstellte er eine Magdeburger Bistumsgeschichte für die Zeit bis 1142. Danach soll er 1144 bis 1152 eine fränkisch-deutsche Geschichte, die von 741 bis 1139 reicht, geschrieben haben. Ob es sich dabei um den Annalista Saxo handelt, ist umstritten.